# Magda Pál
Magda Pál (Rozsnyó, 1770. június 29. – Sárospatak, 1841. július 23.) magyar statisztikus, geográfus, pedagógus.

## Életpályája
Polgári családba született, apja Magda Márton, anyja Császár Mária, Cházár András nővére volt. Szülei papnak szánták, Dobsina, Rozsnyó, Késmárk és Pozsony iskoláiba járatták, majd a jénai egyetemre küldték. 1794-ben Jénából hazatérve Iglón élt egy évet, mint nevelő. Magda Pál visszaemlékezése szerint itt volt életében a legboldogabb. 1797-től élete végéig tanított. 1797-ben Csetneken, majd a gömöri gimnáziumban tanít. 1809-ben Lőcsén oktat filozófiát és magyar nyelvet. 1811-ben Besztercebányára költözött, ahol számtalan ellenséget szerzett magának latin oktatóprogramjával. 1814-ben Sopronba költözött, ahonnét, mint ahogy életrajzában megjegyzi, a drágaság miatt kénytelen továbbállni Karlócra. Karlócon sem tudott letelepedni végleg, mert „a Magyarországról írt német kéziratomért,  bécsi Udvari Haditanács által üldöztettem”. Ezek után Sárospatakon természetrajzot, gazdaságtudományt és irodalmat tanított. Visszaemlékezésében tanári pályafutásáról azt írta: „nem kis fáradsággal tanítottam nyolc iskolában több mint negyven évig, és még sem tétettem nyugalomra, s nem is jutalmaztattam meg hosszas munkálódásomért”. 1834. november 8-án a Magyar Tudományos Akadémia megválasztotta levelező tagjának. 1838-ban nyugalomba vonult.
Magda Pál elégedetlen és boldogtalan életének következményeként a 19. század eleji Magyarország természeti, gazdasági és népességi viszonyait személyesen megtapasztalta. Kritikus és nyíltan bíráló modora mindenütt ellenségeket szerzett, gyanús és veszedelmes embernek bélyegezték. Munkásságát Fényes Elek országleírásai egyik előképének tekinthetjük. Székács József evangélikus püspök az MTA 1844-es közgyűlésén Magda Pálról azt mondta, Magda mostoha körülmények között is tette a dolgát, és a nemzet emlékezetében mint „a tudomány és igazság kedvelője, a polgári erényeknek barátja s mint becsületes hazafi fog élni”.

## Művei
- De discrimine, in quo scholae evangelicae Hungariae cum tota re evangelica versantur. Programma, quo patronos scholae gratiosissimos pro examine publico in gymnasio a. c. Neosoliensi diebus 25., 26. et 27. junii celebrando humanissime invitat. Neosolii, 1811. (Ismert. Annalen, Wien, III. 326. és IV. 69. l.)
- De schola, quae genio seculi obsequitur, splendidissima, quae cum emendat, optima. Programma, quo patronos scholae gratiossimos pro examine publico in gymnasio a. c. Neosoliensi diebus 24., 25. et 26. Junii 1812. celebrando officiose invitat. Ugyanott, (Ism. Annalen ... Wien, III. 353. l.)
- Emlékezetoszlop, melyet Cházár András urnak tiszteletére 70-ik nyarán, Jakab havának 5. u. m. születése napján emelt. Soprony, 1815. (Költemény.)
- Magyar országnak és a határ őrző katonaság vidékinek leg újabb statistikai és geográphiai leírása. Pest, 1819. Online
- Oratio inauguralis de originali forma hominis habita S. Patakini, 30. Jan. 1825. Sárospatakini, 1826.
- Neueste statistisch-geographische Beschreibung des Königreichs Ungarn, Croatien, Slavonien und der ungarischen Militärgrenze. Leipzig, 1832. (2. kiadás. Uo. 1835.)
- A mezei gazdaság philosophiájának szabásai szerint okoskodó és munkálkodó gazda. Sárospatak, 1833. és 1839.
- Az embernek eredeti formájáról programma, melylyel az oskola érdemes pártfogóit a szarvasi evang. luth. gymnasiumban 1837. tartott oskolai vizsgálatra meghivja. Pest, 1837.

### Kéziratban
- Az én paradoxomaim 1831.
- Professori beköszöntő beszéd 1834.
- Értekezések az ember rendeltetéséről
- A nevelésről
- Az ember képzésének akadályairól 1836.
- A philosophiáról 1838.